# Un'estate al mare (romanzo)
Un'estate al mare è un romanzo di Giuseppe Culicchia scritto nel 2007. 

## Trama
Luca e Benedetta sono in viaggio di nozze in Sicilia, lui è un quarantenne insicuro mentre lei è molto più giovane, bella e svampita.
L'incontro tra Luca e Katja, una sua ex, sconvolge le vacanze già complicate dall'ossessione di Benedetta di voler rimanere incinta; la rivale non sarà però la sfiorita Katja, ma la sua diciassettenne figlia Andrea.